# Martín Ligüera
Martín Ricardo Ligüera López (Montevideo, 9 novembre 1980) è un allenatore di calcio ed ex calciatore uruguaiano, di ruolo centrocampista, tecnico ad interim del Nacional.